# Polioptilidae
Polioptilidae là một họ chim trong bộ Passeriformes.

## Phân loại học
- Microbates collaris
- Microbates cinereiventris
- Ramphocaenus melanurus
- Polioptila caerulea
- Polioptila melanura
- Polioptila californica
- Polioptila lembeyei
- Polioptila albiloris
- Polioptila nigriceps
- Polioptila plumbea
- Polioptila lactea
- Polioptila guianensis
- Polioptila facilis
- Polioptila paraensis
- Polioptila attenboroughi
- Polioptila clementsi
- Polioptila schistaceigula
- Polioptila dumicola